# سرمست
سرمَست (به کُردی: سه‌رمه‌س) یکی از شهرهای استان کرمانشاه در غرب ایران است. این شهر مرکز بخش گواور در شهرستان گیلانغرب است. سرمست تا شهر گیلانغرب مرکز شهرستان ۶۵ کیلومتر فاصله دارد.

## تاریخچه
هستۀ اولیۀ شهر سرمست حول قهوه‌خانه‌ای شکل گرفته که در سال ۱۳۳۳ توسط فردی به نام «مامه‌خان سرمس» (محمدخان سرمست) (۱۲۹۲-۱۳۶۸) تأسیس شد. وی از طایفۀ زینلخانی منطقۀ حسن‌آباد اسلام‌آباد بود که ابتدا در محلۀ سرچشمۀ کرمانشاه ساکن بود و سپس به منطقۀ گواور رفت. این قهوه‌خانه در ابتدا یک سیاه‌چادر بود که از اوایل فصل بهار تا اواخر پاییز گاه در نزدیک روستای ژاومرگ و گاه نزدیک راهداری پای کوه قلاجه دایر بود و هر ساله با شروع فصل زمستان و سرمای شدید و بازگشت صاحبش به کرمانشاه تعطیل می‌شد. این سیاه‌چادر در سال ۱۳۴۴ به ساختمانی کاهگلی در نزدیکی دوراهی کنونی سرمست در مکان ساختمان مخابرات تغییر یافت که آن نیز به نوبۀ خود بعداْ به ساختمان بزرگ‌تری در صد متری همان مکان در نزدیکی بانک ملی کنونی منتقل شد.
چند خانواده از مردم کوچ‌نشین طوایف باپیر، رجَو (رجب) و غیره در آن سال‌ها در کنار قهوه‌خانه یک‌جانشینی اختیار کردند. با اضافه شدن خانوارهایی از دیگر طوایف منطقه تعداد آن‌ها تقریباً به ۱۵ خانوار رسید. بارش برف‌های سنگین در دهۀ ۱۳۴۰ سبب شد تا مردم طایفه رَجو که زراعت آن‌ها فاصله چندانی با قهوه‌خانه نداشت روستای کوچک و تازه‌تأسیس خود را که فاقد امکانات و راه دسترسی بود رها کرده و با خریدن زمین در نزدیکی دوراهی قهوه‌خانۀ سرمست نخستین محلۀ این شهر یعنی «محلۀ رجو» را تأسیس کنند.
سرمست تا سال ۱۳۵۸ روستایی بود که تقریباً بین ۳۰ تا ۴۰ خانوار در آن زندگی می‌کرد و تعداد ۱۵ باب دکان کبابی، قهوه‌خانه، خیاطی، قصابی، نانوایی، پارچه‌فروشی و غیره در آن فعال بود. در دهۀ ۱۳۶۰ محمدخان سرمست به دلیل کهولت سن کمتر به قهوه‌خانه سر می‌زد و در کرمانشاه ساکن شد و نهایتاً در بهمن ۱۳۶۸ در آن‌جا درگذشت و دو تن از پسرخاله‌های وی با نام‌های براخاس و خداداد که در سال‌های اولیۀ جنگ ایران و عراق با او شریک شده بودند ادارۀ قهوه‌خانه را در دست گرفتند. با شروع جنگ ایران و عراق و مهاجرت بخشی از مردم جنگ‌زدۀ شهر گیلانغرب به سرمست و سپس فراهم کردن زمین برای ساخت و ساز آوارگان توسط دولت وقت، «محلۀ الله اکبر» شکل گرفت. طی سال‌های دهۀ ۱۳۶۰ همچنین به مرور مردمی از طوایف مختلف ایل کلهر مانند باپیر، رَجو، سیه‌سیه گیلان، مسیوری، خولگه، علیرضاونی، کسان، خیرویس، صیادیان، کمره، شیرگه، کله‌پا، زینلخانی، باسکله، روتون، صالگه، قوچی و غیره به سرمست آمده و سکونت گزیدند.
در جلسۀ مؤرخۀ ۵ مهر ۱۳۷۴ هیئت دولت از ترکیب دهستان‌های حیدریه و گواور، بخش سرمست تأسیس شد و روستای سرمت به مرکزیت این بخش انتخاب شد. در سال ۱۳۸۰ نیز سرمست به شهر ارتقا پیدا کرد و شهرداری سرمست تأسیس شد.

## آب و هوا
شهر سرمست در دامنه شمالی کوه قلاجه بر روی جاده اسلام‌آباد غرب به گیلانغرب قبل از تونل قلاجه در گردنه قلاجه واقع گردیده است. این گردنه دارای هوایی خنک و طبیعت بسیار زیبایی می‌باشد که مسافران عبوری را خصوصاً در فصل بهار بخود جذب می‌نماید. 
آب و هوای سرمست در فصل زمستان سرد بوده و میانگین بارش سالیانه آن ۷۲۰ میلیمتر می‌باشد که جز مناطق پر بارش کشور محسوب می‌شود. (رکورد حداقل دمای ثبت شده در طول دوره آماری ۱۹٫۷- درجه سانتیگراد، رکورد حداکثر دمای ثبت شده در طول دوره آماری ۴۰٫۸+ درجه سانتیگراد)
بخشی از جنگل‌های استان کرمانشاه در این منطقه قرار دارد و ارتفاعات منطقه پوشیده از جنگل‌های متراکم بلوط، ارژن، ون، زالزالک و … می‌باشد.

## مردم‌شناسی
طوایف و تیره‌های مختلفی از ایل کلهر همانند: روتوند، سیاه‌سیاه، منصوری، غلامی، باپیریان، رجب، علیرضاوندی، کسان، چشمه حاجگه جعفری، خیرویس، صیادیان، کرمیان، شیرزادی، کله‌پا، زینلخانی، باسکله، صالگه، قوچه‌ای و … در این شهر زندگی می‌کند.
زبان مردم شهر سرمست کردی جنوبی با گویش کلهری است. مذهب مردم این شهر و بیشتر روستاهای حومه شیعه و در بعضی روستاهای اطراف آن در دهستان حیدریه یارسان است.

## مشکلات زیست‌محیطی
تخلیه زباله‌های شهر سرمست در دامنۀ کوه قلاجه و در محیط باز، باعث آلودگی خاک و آب‌های منطقه شده است. این وضعیت نه تنها سلامتی مردم به خطر انداخته، بلکه چهرۀ بسیار زشتی به منطقۀ جنگلی قلاجه داده است. در سال‌های اخیر دوست‌داران محیط زیست و مردم منطقه اعتراض زیادی به این وضع داشته‌اند، ولی هنوز مسئولان بخش، شهرداری سرمست و شوراها برای این مشکل راهکاری ارائه نداده‌اند.
در شهر سرمست تقریباً هیچ فضای سبز شهری وجود ندارد. تنها پارک کوچک شهر مدتی است به حال خود رها شده و بخشی از زمین پارک در سال‌های اخیر تغییر کاربری داده شده است.
افزایش صدور مجوز چاه‌های آب و تغییرات اقلیمی باعث پایین رفتن سطح آب‌های زیر زمینی و خشک شدن چشمه‌ها و رودخانه‌های منطقه شده است. در تابستان سال ۱۳۹۸ پدیدۀ فرونشست زمین برای اولین بار در منطقه مشاهده شده است.
برداشت گستردۀ ریشۀ گیاه خودروی شیرین‌بیان که برای آن زمین تا عمق زیادی شخم زده می‌شود، باعث تخریب گستردۀ بافت خاک‌های کشاورزی شده است. در سال‌های اخیر حتی خاک نواحی مرتفع بالای کوه‌ها نیز به صورت شبانه برای برداشت ریشۀ این گیاه به صورت عمیق شخم زده می‌شود.
برداشت بیش از حد و سالیانۀ شیرۀ سقز از درختان بنه (پستۀ وحشی) باعث عدم دانه‌دهی درخت بنه شده و این گونۀ جنگلی را در معرض انقراض قرار داده است.
آتش‌سوزی مراتع و جنگل‌ها و قطع درختان برای توسعۀ زمین‌های کشاورزی و تغذیۀ دام، از دیگر مشکلات زیست‌محیطی این منطقه است.

## رهاورد
سوغات معروف این شهر گوشت گوسفند است که با توجه به آب و هوای خوب منطقه و زمین‌های کشاورزی بسیار حاصلخیز، در سطح استان کرمانشاه طرفداران زیادی دارد. همچنین شهر سرمست با وجود رستوران‌ها و کبابی‌های زیاد که با گوشت تازۀ گوسفندی از میهمانان و مسافران پذیرایی می‌نمایند به‌عنوان یک استراحتگاه بین راهی برای مسافران به‌شمار می‌رود.
مهم‌ترین محصول کشاورزی این منطقه نیز گندم، جو، نخود، عدس، چغندرقند و … است.

## نگارخانه

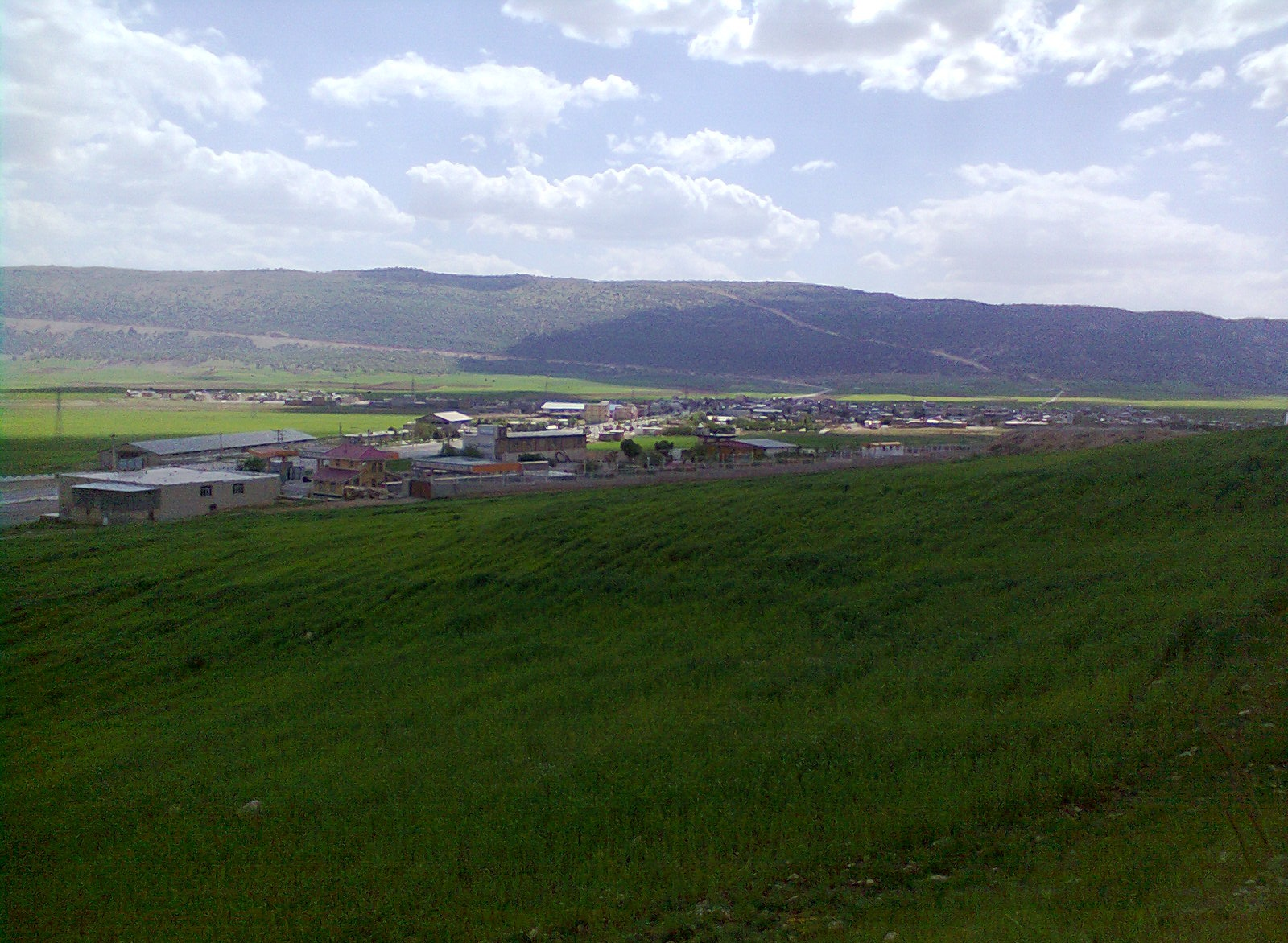
سرمست مرکز بخش گواور
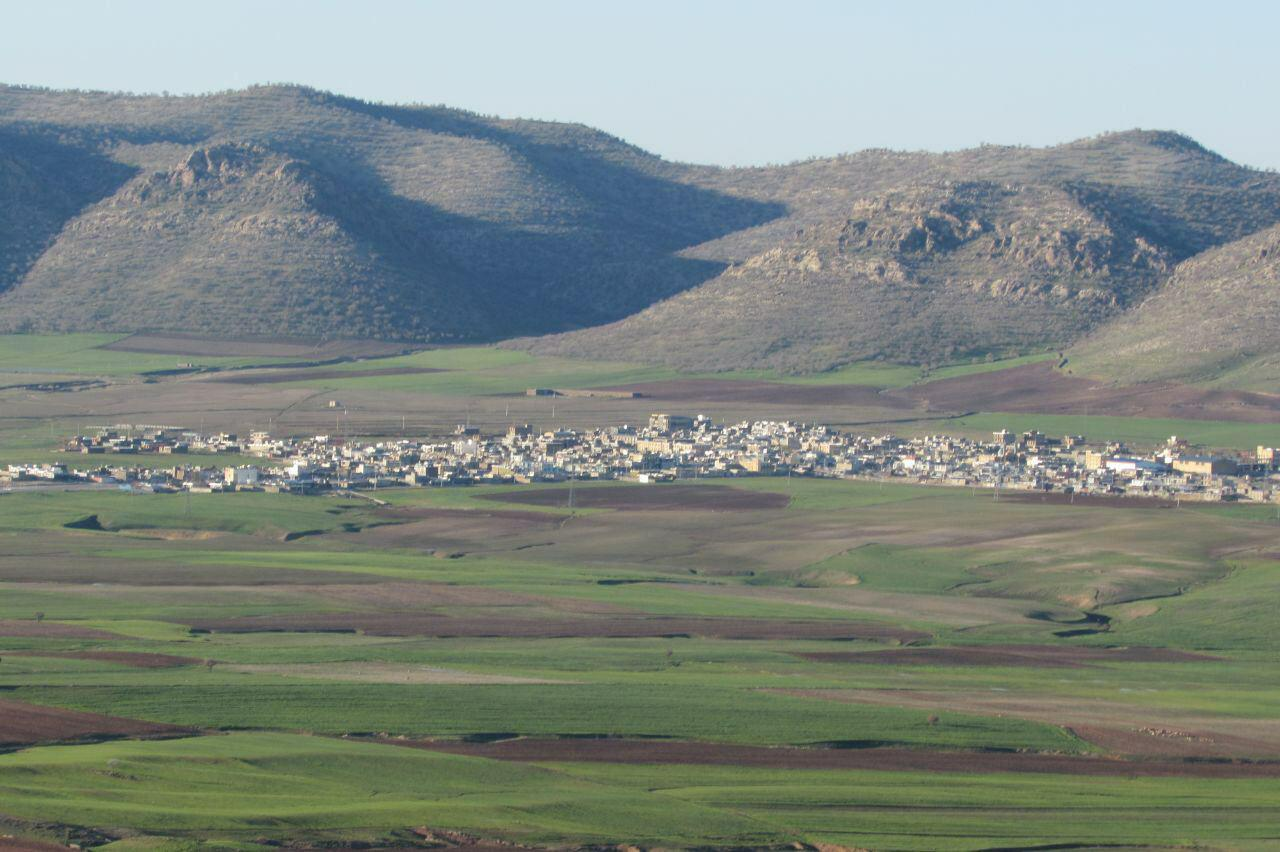
سرمست از روی ارتفاعات قلاجه
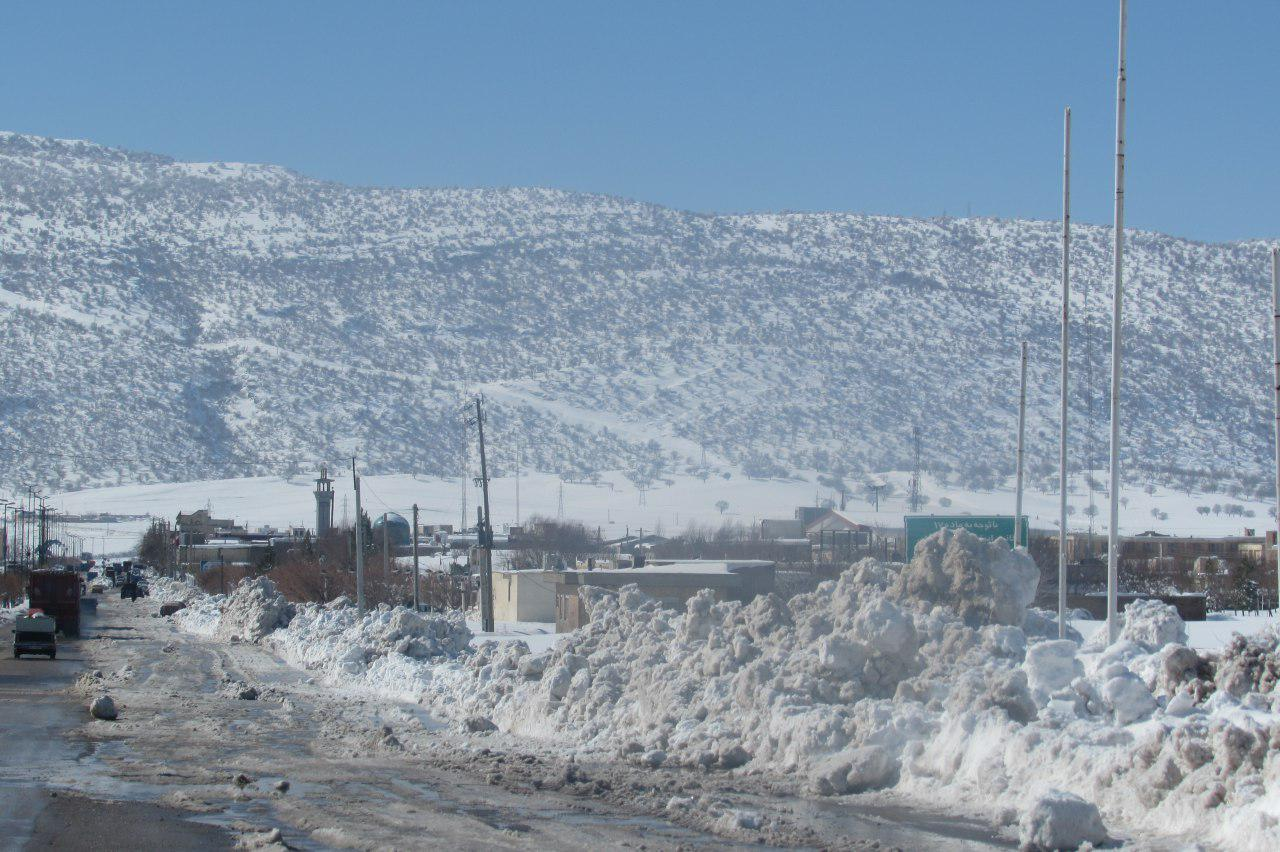
سرمست در زمستان
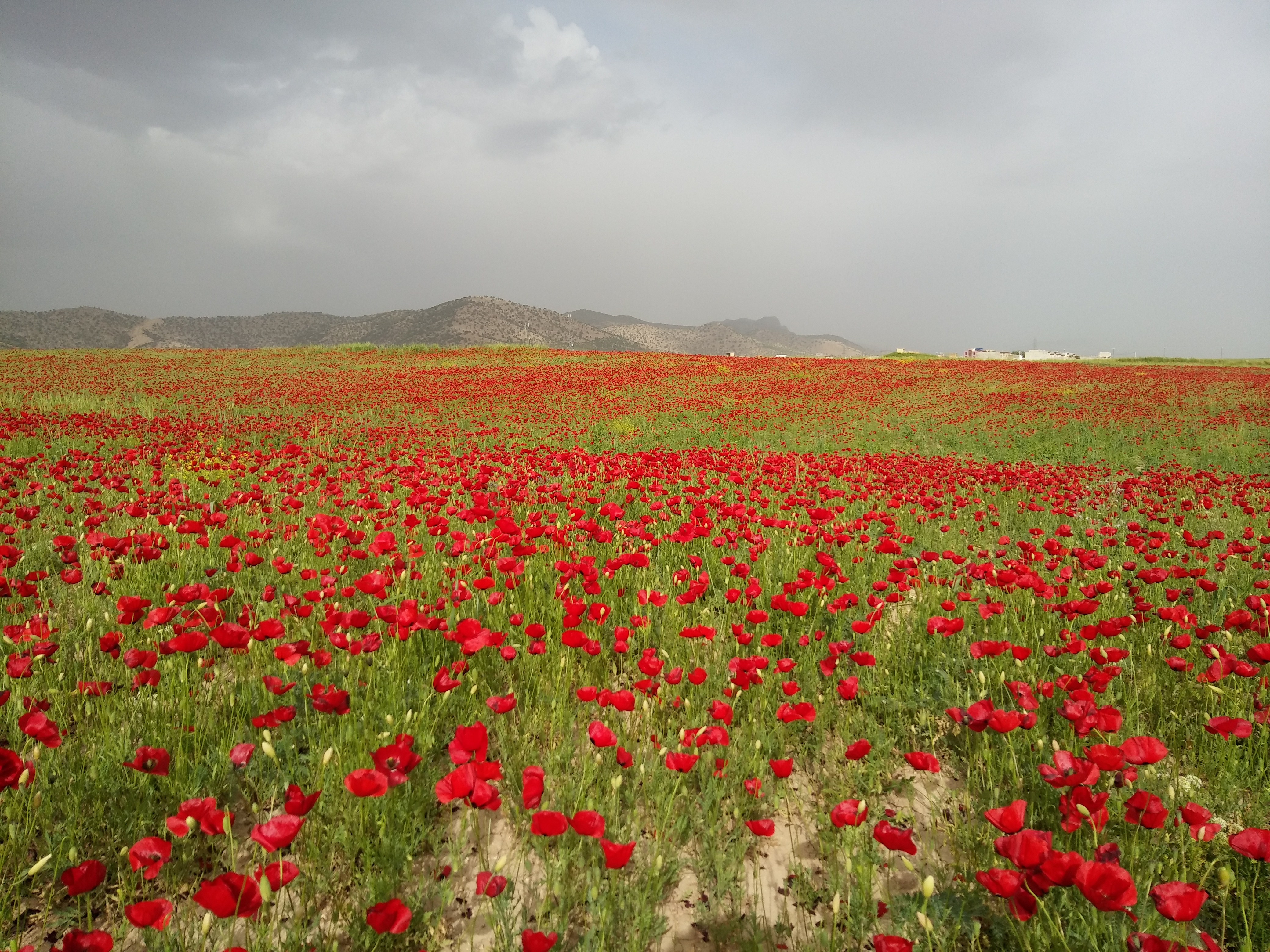
طبیعت سرمست - گواور
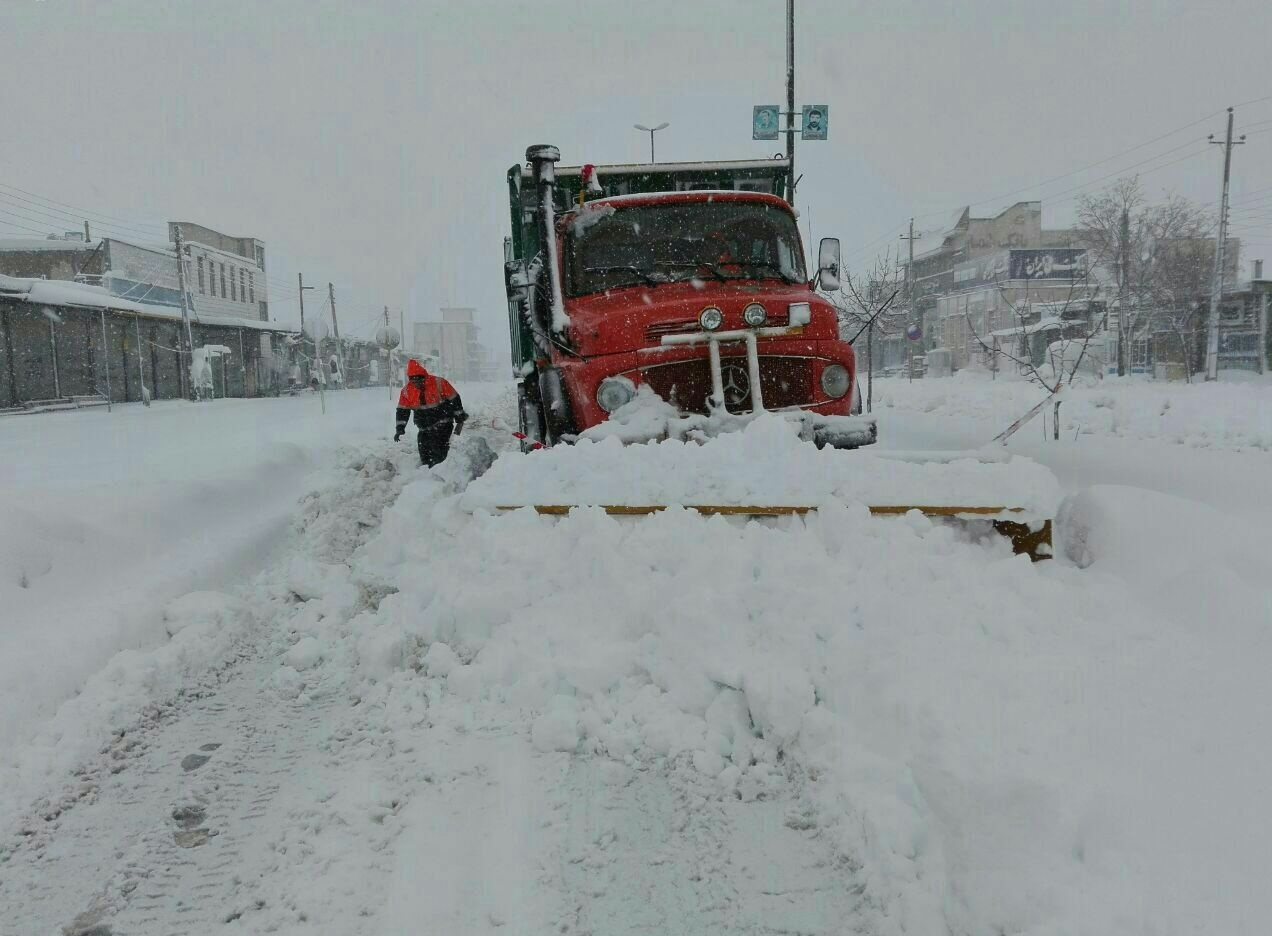
بارش برف در سرمست مرکز بخش گواور
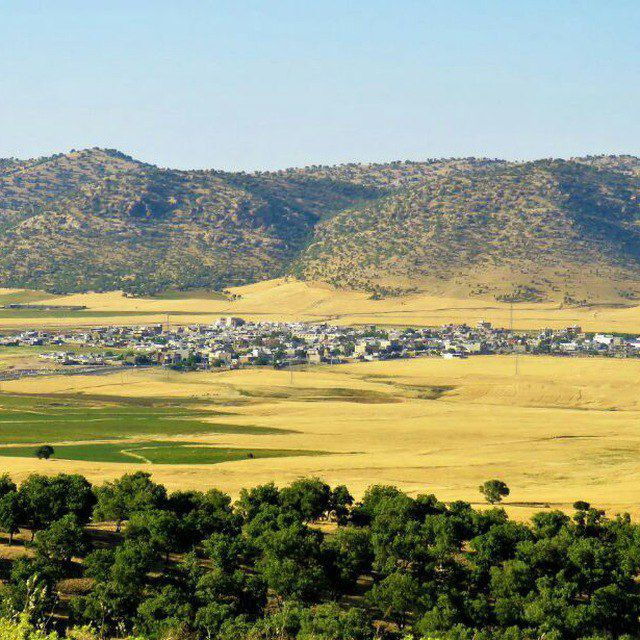
اوایل تابستان